# مارتين بارتو
مارتين بارتو (بالهولندية: Martijn Barto)‏ (23 أغسطس 1984 بسبايكينيسه في هولندا - ) هو لاعب كرة قدم هولندي في مركز الهجوم. لعب مع آر كي سي فالفيك ونادي كامبور وهيلموند سبورت وHarkemase Boys ‏.

## وصلات خارجية
- مارتين بارتو على موقع قاعدة بيانات كرة القدم.إي يو (الإنجليزية)
- مارتين بارتو على موقع Soccerway.com (الإنجليزية)